# 8737 Takehiro
8737 Takehiro (tên chỉ định: 1997 AL13) là một tiểu hành tinh vành đai chính. Nó được phát hiện bởi Takao Kobayashi ở Ōizumi Observatory ở Ōizumi, Gunma Prefecture, Nhật Bản, ngày 11 tháng 1 năm 1997. Nó được đặt theo tên Takehiro Hayashi, một giáo sư ở Đại học Hiroshima.